# Абу Бакр II аль-Мутаваккиль
Абу Бакр II (или Абу Яхья Абу Бакр II аль-Мутаваккиль, араб. أبو يحيى أبو بكر المتوكل‎, ум. 1346) — двенадцатый правитель государства Хафсидов в Ифрикии в 1318-1346 году, одиннадцатый халиф Хафсидов.

## Биография
Абу Бакр II был сыном Абу Закарии Яхья ибн Ибрахима и внуком халифа Ибрахима I.
После 1309 года, когда его брат Абуль-Бака Халид I пришёл к власти в Тунисе, Абу Бакр получил в управление Константину и уже в 1310 году объявил себя независимым правителем. В 1311 году его брат был низложен, и Абу Бакр воспользовался возможностью захватить Беджаю в 1312 году, но не имея возможности отреагировать на вступление на трон визиря аль-Лихьяни. В 1315/1316 году Абу Бакр начал рейды в Тунис. В 1317 году аль-Лихьяни покинул страну и отрёкся от престола в пользу своего сына Мухаммада III. Мухаммад сопротивлялся войскам Абу Бакра ещё девять месяцев, но в начале 1318 года Абу Бакр II с триумфом вступил в столицу Тунис.
Абу Дарба попытался восстать, заручившись поддержкой Ибн аль-Имрана, зятя аль-Лихьяни, а также арабских племён и абдальвадидов из Тлемсена. Восстания 1318—1332 годов были многочисленными, но Абу Бакр II всегда контролировал ситуацию.
Между 1319 и 1330 годами эмир абдальвадидов Тлемсена каждый год нападал на территории Хафсидов, и Абу Бакр заключил союз с Маринидами Феса, для подтверждения которого халиф выдавал свою дочь за наследника престола Марокко. Однако союз мало помог в удержании власти на местах. Чтобы поддерживать единство государства, халиф с 1320 года стал раздавать провинции в управление сыновьям.
После 1330 года серьёзно возвысился шейх ибн Тафрагин, который в 1343 году стал главным министром. Он одобрил охлаждение отношений с Маринидами, которые к тому времени захватили Тлемсен. Кроме того, ибн Тафлугину удалось ослабить недовольство бедуинов и отбить Джербу у каталонцев в 1335 году. Беджая также оставалась тесно связанной с Тунисом.
В 1346 году Абу Бакр II умер, а его сын Умар II унаследовал отцовский трон.